# Eugène Pébellier (homme politique, 1897-1968)
Pour les articles homonymes, voir Eugène Pébellier.
Eugène-Gaston Pébellier, né le 3 novembre 1897 au Puy (Haute-Loire) et mort le 27 mars 1968 à Nice (Alpes-Maritimes), est un homme politique français.

## Biographie
Ingénieur des Mines, il revient s'installer comme commerçant à la suite de son père, au Puy. Élu maire du Puy en 1935 et député de la Haute-Loire en 1936. Le 10 juillet 1940, il vote les pleins pouvoirs au maréchal Pétain, qu'il reçoit en grande pompe dans sa ville en 1941. Déclaré inéligible à la Libération, il tente de conserver sa mairie, où il est très largement réélu en 1945. Déchu de son mandat, il doit attendre l'amnistie de 1953 pour retrouver son poste de maire du Puy-en-Velay, qu'il conserve jusqu'en 1965, son poste de conseiller général, qu'il conserve jusqu'en 1967, et son poste de député, qu'il garde jusqu'en 1958.
Dans l'intervalle, il dirige la ville par personnes interposées, et fait occuper la place de député par son père, Eugène Pébellier, puis par son frère Jean Pébellier.
Eugène-Gaston Pébellier meurt le 27 mars 1968 à l'âge de 70 ans.

## Sources
- « Eugène Pébellier (homme politique, 1897-1968) », dans le Dictionnaire des parlementaires français (1889-1940), sous la direction de Jean Jolly, PUF, 1960 [détail de l’édition]